# Carkouje (rejon homelski)
Carkouje (biał. Царкоўе; ros. Церковье, Cerkowje) – osiedle na Białorusi, w obwodzie homelskim, w rejonie homelskim, w sielsowiecie Pakalubiczy.